# Gabber.fm
Pour les articles homonymes, voir Gabber.
Gabber.fm est une webradio néerlandaise de techno hardcore, basée à Amsterdam, active entre 2011 et 2021. Durant son existence, elle diffuse principalement du mainstream hardcore, du gabber et du early hardcore.

## Histoire
La webradio est fondée en 2011. Ses programmes incluent des mixes en direct dans ses studios, avec des artistes de renom comme Angerfist, Noize Suppressor, Miss K8 et Dyprax, BassFever ou encore The Anthemist, Maynor, et Komarovski. Elle accueille depuis juin 2015 l'émission Unity Radio, assurée par le créateur d'événements hardcore Unity ; son audience est estimée à 7 000 auditeurs. 
La radio cesse d'émettre en 2021.

## Diffusion
Gabber.fm s'appuie sur le réseau Radionomy pour assurer sa webdiffusion. Elle édite également des podcasts de ses DJ, assurant une fonction de production musicale.